# Nicola Russo
Nicola Russo (Rionero in Vulture, 22 ottobre 1897 – Roma, 20 aprile 1959) è stato un generale italiano.
Pluridecorato ufficiale d'artiglieria del Regio Esercito, partecipò alla seconda guerra mondiale venendo decorato con la Medaglia d'oro al valor militare a vivente per il suo comportamento durante la Campagna di Russia.

## Biografia
Nacque a Rionero in Vulture da Giovanni e Caterina Farano, ed intraprese gli studi presso l'Istituto Tecnico di Melfi dove si diplomò alla Scuola Normale di Lacedonia nel 1916. Nello stesso anno iniziò il servizio militare nel Regio Esercito, e l'anno seguente fu inviato sul fronte albanese per seguire un corso per Ufficiale di complemento, conseguendo il grado di sottotenente e poi di tenente in un reggimento di artiglieria da campagna. Nel 1920, dopo il congedo, viene premiato con la Croce al merito di guerra.
Ritornato a Rionero, ottenne la cattedra di insegnamento a Ripacandida, esercitando tra il 1923 e il 1925. Nel 1925 riprese servizio nell'esercito con il grado di tenente, assegnato al 2º Reggimento d'artiglieria di stanza a Pesaro. Divenuto istruttore presso la Scuola Sottufficiali d'artiglieria di Modena, passò quindi a prestare servizio a Nocera Inferiore, dove nel 1933 fu promosso al grado di Capitano. Partì, come volontario, per la campagna d'Africa, dove partecipò alle operazioni del I Corpo d'armata, distinguendosi nelle conquiste delle città di Adigrat, Macallè, Amba Alagi, Quoram e Dessiè.  Al suo ritorno ottenne una seconda Croce al merito di guerra e fu assegnato alla Scuola di Artiglieria a Civitavecchia.
Rientrato in Patria prese a prestare servizio, con il grado di Maggiore, come comandante del 1º gruppo del 52º Reggimento di artiglieria, di stanza a Bracciano, assegnato alla Divisione di fanteria "Torino"
Dopo l'entrata in seconda guerra mondiale del Regno d'Italia, il 10 giugno 1940, prese parte alle operazioni sul Fronte occidentale,  alla guerra nei Balcani. Con la rottura del patto Molotov-Ribbentrop, Hitler decise, nel 1941, di invadere l'Unione Sovietica e l'Italia, secondo gli accordi presi, fu obbligata a dare il suo contributo- Egli fu tra coloro che partirono per prendere parte all'Operazione Barbarossa,  ed in seno alla sua Divisione, inquadrata nell'A.R.M.I.R., prese parte alle operazioni sul fronte orientale.
Il 2 dicembre 1942, durante la ritirata sul Don ordinata dal Comando italiano in seguito all'Operazione Piccolo Saturno scatenata dall'Armata Rossa, si ritrovò con il suo contingente ad affrontare un duro scontro con i sovietici.
Catturato con le armi in pugno dopo essersi strenuamente difeso, venne fatto prigioniero e deportato in Siberia. La sua prigionia fu molto dura, protrattasi passando di campo in campo fra stenti e privazioni. Tra i campi di prigionia in cui soggiornò vi fu il n.176 situato nella taiga oltre Kazan'. Rientrò in Italia solamente nel febbraio 1954, dopo circa dodici anni di detenzione, in pessime condizioni di salute.  tanto da venire ricoverato all'Ospedale militare del Celio a causa delle sue condizioni di salute.
Il 17 febbraio fece ritorno al suo paese natale, accolto caldamente dalla folla, e tenne un discorso in Piazza Giustino Fortunato alla presenza del Sindaco e di numerose autorità civili e militari. Ristabilitosi fisicamente ritornò a Roma dove riprese servizio attivo, raggiungendo rapidamente il grado di Generale di corpo d'armata ed iniziando a ricercare attivamente notizie sui reduci, sui caduti e sui dispersi dell'ARMIR.
Si spense a Roma il 20 aprile 1959. Durante il decennale della sua morte, l'allora sindaco di Rionero, Enzo Cervellino, fece erigere in Piazza Giustino Fortunato una lapide con medaglione in suo onore, realizzata negli stabilimenti di Ludovico Bertoni di Pietrasanta, in provincia di Lucca.

### Periodici
- Caterina Libuti Cecchelli, Il generale Nicola Russo, in Il Nastro Azzurro, n. 5, Roma, Istituto del Nastro Azzurro, settembre-ottobre 2012,  pp. 14-15.